# Ctenotus eutaenius
Ctenotus eutaenius es una especie de lagarto del género Ctenotus, familia Scincidae, orden Squamata. Su masa corporal es de aproximadamente 15,54 g.

## Distribución y hábitat
Se distribuye por Australia, en Queensland. Suele habitar en la sabana tropical de Brigalow.

## Taxonomía
Fue descrita por Storr en 1981.
Tratamiento taxonómico
La especie aparece registrada y publicada en Ten new Ctenotus (Lacertilia: Scincidae) from Australia. Rec. West. Austr. Mus. 9 (2): 125-146.